# Saegusa Moritomo
Saegusa Moritomo (三枝 守友?; 1537 – 29 giugno 1575) è stato un samurai e generale giapponese del periodo Sengoku. È anche conosciuto come uno dei ventiquattro generali di Takeda Shingen.
Moritomo era il genero del famoso servitore Takeda Yamagata Masakage.
Moritomo combatté a Mikatagahara nel 1572 ed a Nagashino nel 1575. Moritomo fu ucciso a Nagashino mentre cercava di proteggere il fratello più giovane di Takeda Shingen, Takeda Nobuzane dall'attacco a sorpresa di Sakai Tadatsugu e Kanamori Nagachika.